# Yahya Kanu
(James) Yahya Kanu (không rõ – 29 tháng 12 năm 1992) là một sĩ quan mang quân hàm đại tá người Sierra Leone và người trung thành với Tổng thống Joseph Saidu Momoh. Ngay khi thông tấn xã Reuters đưa tin Kanu là người cầm đầu đảo chính, ông đã phủ nhận việc này trên chương trình Focus on Africa của đài BBC, mà chỉ cố gắng đàm phán với phe nổi loạn. Valentine Strasser về sau cầm đầu đã cho bắt giữ Kanu. Kanu sau đó bị buộc tội phản đảo chính với nhân vật ủng hộ  Đảng Đại hội Toàn dân Bambay Kamara và bị Valentine Strasser, Solomon Musa, Maada Bio và Idriss Kamara hành quyết trên bãi biển gần thủ đô Freetown.
Khi nội chiến bùng nổ năm, trong bối cảnh phiến quân Mặt trận Liên minh Cách mạng của Foday Sankoh tiến vào Sierra Leone từ phía Liberia dưới quyền Charles Taylor, đại tá Kanu được coi là một trong những chỉ huy năng động nhất được  huấn luyện dưới thời Anh thuộc. Phiến quân của Foday Sankoh bị tiểu đoàn Cobra của Kanu đẩy lùi tại thành phố Kenema, miền đông Sierra Leone. Quân của đại tá Kanu tập hợp cả thành phần dân thường lẫn quân đội Samuel Doe và nhanh chóng đánh đuổi phiến quân Gandorhun và Zimmi, rồi đến cầu sông Mano nối với Liberia. Nhưng sau đó các thị trấn thường xuyên bị đánh chiếm đổi phe, quân sĩ cho rằng là Freetown thiếu nguồn lực cung ứng. Đây là yếu tố chính góp phần vào cuộc đảo chính năm 1992.